# Daviesia asperula
Daviesia asperula är en ärtväxtart som beskrevs av Michael Douglas Crisp. Daviesia asperula ingår i släktet Daviesia, och familjen ärtväxter.

## Underarter
Arten delas in i följande underarter:
- D. a. asperula
- D. a. obliqua